# Федосеевка (Неклиновский район)
Федосе́евка — посёлок в Неклиновском районе Ростовской области.
Входит в состав Троицкого сельского поселения.

## Население
| 2010 |
| ---- |
| 50   |

## Улицы
В посёлке имеется одна улица — Миусская.

## Инфраструктура
Решается вопрос о газификации посёлка.